# Amira Spahić
Amira Spahić (* 8. Juni 1983 in Travnik) ist eine ehemalige bosnische Fußballspielerin.

## Karriere

### Karriere
Spahić spielte in ihrer Jugend zuletzt für den in ihrem Geburtsort ansässigen Nogometni Klub Travnik, in deren erste Mannschaft sie zur Spielzeit 2003 aufrückte und ihr bis 2009 angehörte.
Danach spielte sie von 2009 bis zum zweiten Spieltag der Saison 2023/24 ausschließlich für den SFK 2000 Sarajevo in der Zenska nogometna liga BiH, die höchste Spielklasse im bosnisch-herzegowinischen Frauenfußball. Während ihrer Zugehörigkeit gewann sie mit der Mannschaft 14 Mal in Folge (!) das Double (Meisterschaft und Vereinspokal).

### Nationalmannschaft
In der A-Nationalmannschaft wurde Spahić in über 40 Länderspielen eingesetzt.
Sie debütierte für den NFSBIH am 16. Mai 2004 in Slavonski Brod bei der 0:6-Niederlage im Freundschaftsspiel gegen die Nationalmannschaft Kroatiens.
Im zweimaligen Kräftemessen mit der Nationalmannschaft Montenegros am 13. und 15. März 2012 wurde ein 3:2-Sieg und ein 2:2-Unentschieden erreicht; in letzterem erzielte sie mit dem Treffer zum 1:1 in der ersten Minute der Nachspielzeit der ersten 45 Minuten ein Tor. Am 13. November 2018 gehörte sie der Mannschaft an, die in Kluczbork das Freundschaftsspiel gegen die Nationalmannschaft Polens mit 0:4 verlor.
Mit der Mannschaft nahm sie ferner am Turnier um den Istrien-Cup 2017 und 2019 teil. Bei ihrer ersten Teilnahme wurde sie im ersten und dritten Spiel der Gruppe B sowie im Finale eingesetzt. Bei ihrer zweiten Teilnahme wurde sie einzig im letzten Spiel der Gruppe B berücksichtigt.
Zu ihren weiteren Länderspielen zählen 15 WM-Qualifikationsspiele (9 und 6 Einsätze 2013/14 und 2017/18) sowie 20 EM-Qualifikationsspiele (10 und 8 Einsätze 2011/12 und 2015/16 sowie zwei Einsätze am 8. Oktober und 12. November 2019 im 4. und 5. Spiel Gruppe B), die sie im Zeitraum vom 17. September 2011 bis 12. November 2019 bestritten hatte.

## Erfolge
Nationalmannschaft
- Istrien-Cup-Finalist 2017, -Vierter 2019

SFK 2000 Sarajevo
- Bosnisch-herzegowinischer Meister 2011 – 2024
- Bosnisch-herzegowinischer Pokalsieger 2011 – 2024